# المدارس التركية الدولية في اليمن
المدارس التركية الدولية في اليمن هي سلسة مدارس تركية خاصة تقع في صنعاء، عدن وتعز.